# Intel SDK-86
Intel SDK-86 (SDK-86) је био кућни рачунар фирме Intel који је почео да се производи у САД од 1979. године.
Користио је Intel 8086 као микропроцесор. RAM меморија рачунара је имала капацитет од 2 KB прошириво до 4 KB. 

## Детаљни подаци
Детаљнији подаци о рачунару SDK-86 су дати у табели испод.
|                       |                            |
| [ 1 ]                 |                            |
| Произвођач            |                            |
| Тип                   | кућни рачунар              |
| Меморија              | 2 прошириво до 4 KB        |
| Поријекло             | Сједињене Америчке Државе  |
| Година                | 1979                       |
| Тастатура             | хексадецимална, 24 тастера |
| Процесор              |                            |
| Фреквенција процесора | 2,5 или 5 (преко џампера)  |
| RAM                   | 2 прошириво до 4 KB        |
| ROM                   | 8 (монитор)                |
| Текст                 | 8-цифарни, ЛЕД             |
| Графика               |                            |
| Боја                  |                            |
| Звук                  | непознато                  |
| Димензије             | непознато                  |
| Портови               |                            |
| Оперативни систем     |                            |